# りぜるまいん
『りぜるまいん』は、スギサキユキル（杉崎ゆきる）による日本の漫画、およびそれを原作としたアニメ。『月刊エースネクスト』（角川書店）にて連載された。単行本は全1巻。

## あらすじ
中学3年生の少年岩城友紀は、自分の担任の教師に恋人になってもらおうとするが、その先生はすでに婚約していた。そればかりか、友紀を「ダンナさま」と呼ぶ少女（人間ではない）りぜると、国家権力により無理やり結婚させられる。友紀は年下が嫌いであることをりぜるに明かし離れようとする。そしてその後のある事件で、忘れ去られていた友紀の幼い頃のりぜるとの本当の最初の出会い、そして過去を友紀は徐々に思い出した。

## 登場人物

### 主要人物
岩城 りぜる（いわき りぜる）
声 - 釘宮理恵
国家機密によって未知なる細胞で作られたプロトマンカインドと呼ばれる人工生命体。政府からは天然記念物指定されている。各国に彼女のコピー体が存在し、その数は計り知れない（本編だけでも24カ国は存在する事がうかがえる）。
外見は12歳程度の少女だが10年前から成長が止まっており、実年齢は友紀より上である。その気になれば3分間だけ大人になれる（本人談）。見かけによらず身体は頑丈で、高い所から落ちても無傷で生還できる。頭部の円盤状の髪飾りが特徴で、彼女の感情に合わせて動く。髪の毛の長さはセミロング。汗や涙の成分がニトログリセリンと呼ばれる物質で出来ており、涙は蒸発してピンクの煙になって爆発する。
当初はバイクの運転が下手だったが、後の話では乗りこなしていた。どこで覚えたのかは作中では語られていないが、料理もできる。
日頃から非常識な言動や行動が多いものの、普通に人間関係は構築している。無邪気な反面、内面は繊細で友紀のことを気にかけすぎて落ち込む場面が多く見られる。場所を問わずに執念で友紀をどこまでも追いかけ続け、強引な方法で友紀に婚約を迫ろうとする。友紀のことを当初から「旦那様」と呼び心から慕っている（原作漫画ではトモノリと呼んでおりやや冷淡な印象である）。性格は天真爛漫で感情豊か。人受けも良いが不器用な性格のため、常に友紀の前でトラブルをパパたちと起こしてその度に友紀から嫌がられている。本作は所謂どつき漫才のようなコンセプトが特徴であり、何かしらの事で彼女がお仕置きを受けるのが定番となっている。
最終回では友紀と同年齢になった姿を見せている。その際の姿は身長が伸びてやや大人っぽい顔立ちになっていた。
岩城 友紀（いわき とものり）
声 - 山口勝平
本作の主人公。中学3年生。1987年4月1日生まれ（アニメ第1話より）。極度の年上好きであり年下が嫌い（本人曰く子供には興味が無いとのこと）な少年。そのために、りぜるは彼の興味の対象からは外れるらしい。基本的にはスポーツ万能で年相応の普通の少年なのだが、りぜるが何かしらのトラブルを引き起こすため、巻き添えを喰らうことが多く運がない。一見りぜるの事を邪険に扱っているようだが内心では信用しており何度も彼女の事を救っている。最終的には国家機密の魔の手から逃れることが出来て、りぜるとは結ばれた模様である。

### 友紀の友人・知人達
聖本 あおい（せいもと あおい）
声 - 浅野真澄
友紀の幼なじみで活発で明朗快活な性格。彼に対しては恋愛感情がなく、あくまでも友達以上恋人未満の関係な模様。龍之介には片想いのまま恋が進展しない。りぜるとは大の仲良しでありお互いに愚痴を言える仲である。中々結ばれない二人の恋を心配している。最後までりぜるの事は人間と信じており、普通の友達として接していた。
鳳凰院 龍之介（ほうおういん りゅうのすけ）
声 - 鈴木千尋
金持ちの御曹司でステレオタイプな優男風の美男子。あおいが片想い中の相手。しかし極度のロリコンであり、「熊さんパンツ」に対して異常な執着を持っているという変わった性癖を持つ。しかも巨乳恐怖症でもあり直視が出来ないくらい症状が悪化している（後にあおいによって克服する）。それ故に好みのタイプ（彼にとっての）であるりぜるに何度も求婚を迫るが当の本人が友紀以外に眼中が無いため、彼の想いは報われずに一方通行のまま終局を迎える。最後まで彼女のことを人間だと信じ込んでいた。
八千草 響子（やちぐさ きょうこ）
声 - 田中理恵
パパCの娘。数年ほど前に下校途中、自転車のブレーキの故障のせいで坂から転げ落ちそうになったところを友紀に救われ、それがきっかけで惚れている。眼鏡を着用している時は大人しいが、外すと豹変して凶暴な性格に変貌する二重人格の持ち主。
井端 菜摘（いばた なつみ）
声 - 永島由子
友紀が恋している先生。あおいと同じくりぜるの事は人間同様に扱っている。

### りぜるの関係者
パパA、パパB、パパC
声 - 飯島肇、清水敏孝、松山鷹志
りぜるの保護者。常にりぜるの背後におり、ありとあらゆる手段で二人をくっつけさせようとする。素性は謎に包まれており、全員がサングラス着用・スキンヘッド・ダークスーツ・チョビ髭という出で立ちをしている。友紀の動向を探るためにわざわざバレやすい変装をして中学生に扮するなどお茶目な性格をしている。各国にも服装以外は同じ容姿の人間がいる。
ママA、ママB、ママC
声 - 利田優子、岩城由奈、斎藤恵理
パパたちの上司。最終回でパパAの娘だと明らかになる。本編でさほど出番はない。

### 岩城家
岩城 真理子（いわき まりこ）
声 - 斎藤恵理
友紀の母。基本的にはいい人であり包容力がある人物。りぜるの事は娘のように可愛がっており、素性が知れない居候にもかかわらず普通の人間として受け入れて接している（ただし、国家権力による恩恵に目がくらんでいる面もある）。
岩城 憲司（いわき けんじ）
声 - 小泉豊
友紀の父。りぜるのようなタイプに弱いらしく彼女を見た途端に卒倒していた。

### その他
犬吉 / 元気（いぬきち / げんき）
声 - 栗山浩一
野良犬。りぜる同様トラブルメーカー的な存在だが、りぜるの陰謀を食い止めるストッパー的な役目でもある。エピローグではあおいが飼い主になり世話をしている様子が描写された。
翔（しょう）
声 - 中村俊洋
はるか
声 - 佐藤美佳子
胡桃（くるみ）
声 - 清水愛
舞子（まいこ）
声 - 青山桐子
るくす / ろべりあ / らんらん / れいちぇら
声 - 釘宮理恵
りぜるのDNAから作られたクローン体。全員がその国のイメージに合わせたような外見である。挨拶も各国に合わせて違う。性格はオリジナル以上に自由奔放で自分勝手だが、こちらはややツンデレが入っており少し感情的。りぜるがいない間に隙を見て来日し、婚約を迫ったが自我を取り戻したりぜるによって離婚届が破り捨てられ、婚約は破棄され精神的なショックで昏倒した（原作では自我が崩壊する自体にまで至っている）。

## テレビアニメ
独立UHF局の『アニメコンプレックスNIGHT』枠内で2002年（平成14年）4月から6月まで（第1期）と同年10月から12月まで（第2期）、UHFアニメとして放送された。
1話につき約12分の全24話。ただし、話数は連続していても放送期間は連続していない（放送日が第12話と第13話の間で3か月以上空いている）ので、中断するまで（第1話から第12話）を第1期、中断の後（第13話から第24話）を第2期と呼称することがある。

### スタッフ
- 企画 - ビーシーライツ[1]
- 原作 - スギサキユキル[1]（角川書店『角川コミックスエース』）
- 監督 - 松村やすひろ[1]
- 助監督 - 高橋丈夫
- シリーズ構成 - 荒川稔久[1]
- キャラクターデザイン・総作画監督 - 大島美和[1]
- 色彩設計 - 佐野ひとみ
- 美術監督 - 堀壮太郎
- 撮影監督 - 天花寺伸宏
- 編集 - 田熊純
- 音響監督 - 亀山俊樹
- 音楽 - 佐橋俊彦
- プロデューサー - 丸山正雄、酒井明雄
- エグゼクティブプロデューサー - 久米憲司
- アニメーション制作 - マッドハウス[1]、IMAGIN
- 製作 - m.o.e.[1]

### 主題歌
オープニングテーマ
「はじめて♡しましょ!」
作詞 - 荒川稔久 / 作曲・編曲 - 佐橋俊彦 / 歌 - 釘宮理恵
エンディングテーマ
「ほんきパワーのだっしゅ!」（#1 - 12、未放送）
作詞 - 荒川稔久 / 作曲・編曲 - 佐橋俊彦 / 歌 - 釘宮理恵
「ダンナさまへ♡」（#13 - 23）
作詞 - 荒川稔久 / 作曲・編曲 - 佐橋俊彦 / 歌 - 釘宮理恵
※ テレビ初放映時はエンディング無し。後のソフトリリース時に全編初公開となるエンディング映像の一部が楽曲と共に切り取られ、提供告知のベースに使用されていた。

### 各話リスト
| 話数  | サブタイトル                                   | 脚本     | 絵コンテ            | 演出           | 作画監督 |
| 第1期 | 第1期                                          | 第1期    | 第1期               | 第1期          | 第1期    |
| ----- | ---------------------------------------------- | -------- | ------------------- | -------------- | -------- |
| 1     | 突然! 幼な妻!?                                 | 荒川稔久 | 松村やすひろ        | 松村やすひろ   | 広田知子 |
| 2     | 独占! 大人の時間!?                             | 荒川稔久 | 阿部雅司            | 高橋丈夫       | 服部憲知 |
| 3     | めざせ! 2人でおふとんイン!?                    | 荒川稔久 | 林有紀              | 中島豊秋       | 花沢成江 |
| 4     | 大胆! 抱かれてハッピー!?                       | 荒川稔久 | 林有紀              | 中島豊秋       | 花沢成江 |
| 5     | やったね! 一緒にイッちゃった!?                 | 荒川稔久 | オクノヒロユキ      | オクノヒロユキ | 山本直子 |
| 6     | SOS! あぶない放課後!?                          | 荒川稔久 | 武蔵関太郎          | 清水一伸       | 広田知子 |
| 7     | ライバル? ちちでか女子高生!                    | 荒川稔久 | 大西景介            | 中島豊秋       | 花沢成江 |
| 8     | チカラずく!? 合体五秒前!                       | 荒川稔久 | 大西景介            | 中島豊秋       | 花沢成江 |
| 9     | 初体験!? あたしが抱いちゃった!                 | 荒川稔久 | 阿部雅司            | 高橋丈夫       | 渡辺和夫 |
| 10    | ラブレターパニック! 恋の板挟み!?               | 荒川稔久 | 武蔵関太郎          | 清水一伸       | 広田知子 |
| 11    | 夏だ! 海だ! めざせ伝説のキス!?                 | 荒川稔久 | 林有紀              | 中島豊秋       | 花沢成江 |
| 12    | オトナへの扉! 初めてのC!?                      | 荒川稔久 | 松村やすひろ        | 高橋丈夫       | 大島美和 |
| 第2期 |                                                |          |                     |                |          |
| 13    | はふーん♥アダルトグッズで大変身!?              | 荒川稔久 | 竹下健一            | 宍戸淳         | 渡辺和夫 |
| 14    | 命かけます! うっふん初デート♥                  | 荒川稔久 | 中島豊秋            | 中島豊秋       | 花沢成江 |
| 15    | 死なないでダンナさま!! ほんきパワーのだっしゅ! | 荒川稔久 | 郷敏治              | 高橋丈夫       | 原将治   |
| 16    | 修学旅行、西へ…魅惑のWデート!?                 | 筆安一幸 | 中島豊秋            | 中島豊秋       | 花沢成江 |
| 17    | 修学旅行、西へ…魅惑のW不倫!?                   | 江夏由結 | 松村やすひろ        | 清水一伸       | 原将治   |
| 18    | 修学旅行、西へ…魅惑のバトルスワッピング!?      | 荒川稔久 | 高橋丈夫            | 中島豊秋       | 花沢成江 |
| 19    | オトナのC♥ 幼な妻に何が起こったか!?            | 筆安一幸 | 宍戸淳              | 宍戸淳         | 原将治   |
| 20    | ふれあう柔肌!? はふはふはつ初夜♥               | 荒川稔久 | 武蔵関太郎          | 中島豊秋       | 花沢成江 |
| 21    | 欲望の赴くままに!! 愛こそすべて!               | 荒川稔久 | 高橋丈夫            | 高橋丈夫       | 玉井公子 |
| 22    | 態度豹変!! やっちゃったらそれまでよ!?          | 荒川稔久 | 宍戸淳              | 中島豊秋       | 花沢成江 |
| 23    | 一触即発!! はふ〜ん美少女大乱戦♥               | 荒川稔久 | 松村やすひろ 野嵜綾 | 宍戸淳         | 原将治   |
| 24    | はじめ♥♥♥ましょ!                               | 荒川稔久 | 松村やすひろ        | 松村やすひろ   | 大島美和 |

### 放送局
| 放送地域 | 放送局     | 第1期放送期間                      | 第2期放送期間                         | 放送日時           | 放送系列  | 備考 |
| -------- | ---------- | ---------------------------------- | ------------------------------------- | ------------------ | --------- | ---- |
| 兵庫県   | サンテレビ | 2002年（平成14年）4月2日 - 6月25日 | 2002年（平成14年）10月8日 - 12月24日  | 火曜 24:00 - 24:15 | 独立UHF局 |      |
| 神奈川県 | tvk        | 2002年（平成14年）4月6日 - 6月29日 | 2002年（平成14年）10月12日 - 12月28日 | 土曜 24:45 - 25:00 | 独立UHF局 |      |
| 埼玉県   | テレ玉     | 2002年（平成14年）4月7日 - 6月30日 | 2002年（平成14年）10月13日 - 12月29日 | 日曜 23:30 - 23:45 | 独立UHF局 |      |
| 千葉県   | チバテレビ | 2002年（平成14年）4月7日 - 6月30日 | 2002年（平成14年）10月13日 - 12月29日 | 日曜 23:30 - 23:45 | 独立UHF局 |      |

## 関連商品
単行本
カドカワコミックス・エースエクストラより刊行。
- りぜるまいん ISBN 4-04-713490-2

DVD
全てポニーキャニオン・m.o.e.レーベルより発売。
1. PCBG-50295
2. PCBG-50296
3. PCBG-50297
4. PCBG-50298
5. PCBG-50326
6. PCBG-50327
7. PCBG-50328
8. PCBG-50329

Blu-ray BOX
ポニーキャニオンより2013年（平成25年）3月20日に発売された。